# كانساس سيتي كارنت
كانساس سيتي كارنت هو نادي أمريكي لكرة قدم للسيدات من مدينة كانساس سيتي.تأسس النادي في 2020 وأنضم ل الدوري الوطني لكرة القدم للسيدات في موسم 2021.